# Neomochtherus auratus
Neomochtherus auratus là một loài ruồi trong họ Asilidae. Neomochtherus auratus được Janssens miêu tả năm 1968. Loài này phân bố ở vùng Cổ Bắc giới và châu Á.